# Friedrich Mokross
Friedrich Mokross (* 4. Mai 1916 in Hindenburg; † 3. Januar 1999 in Berlin) war ein deutscher Schauspieler und Hörspielsprecher.

## Leben
Über das Leben des 1916 in Schlesien geborenen Friedrich Mokross sind nur lückenhafte Informationen vorhanden. Bekannt ist nur das Engagement am Landestheater Altenburg. In mehreren Produktionen der DDR-Filmgesellschaft DEFA und dem Deutschen Fernsehfunk (später Fernsehen der DDR) stand er vor der Kamera. Als Sprecher wirkte er in sieben Hörspielen des Rundfunks der DDR mit.
Friedrich Mokross verstarb 1999 im Alter von 82 Jahren in Berlin.

## Filmografie
- 1965: Engel im Fegefeuer
- 1980: Hälfte des Lebens
- 1986: Polizeiruf 110: Das habe ich nicht gewollt (Fernsehreihe)
- 1987: Polizeiruf 110: Der Tote zahlt
- 1988: Märkische Chronik (Fernsehserie, 1 Episode)
- 1989: Späte Ankunft (Fernseh-Zweiteiler)
- 1989: Johanna (Fernsehserie, 1 Episode)
- 1989: Die gläserne Fackel (Fernsehserie, 1 Episode)
- 1990: Rückwärtslaufen kann ich auch

## Theater
- 1972: Friedrich Schiller: Die Räuber – Regie: Christian Bleyhoeffer (Landestheater Altenburg)

## Hörspiele
- 1968: Jurjew Sinowi: David in der Klemme – Regie: Günter Bormann (Kinderhörspiel/Science-Fiction-Hörspiel, 2 Teile – Rundfunk der DDR)
- 1968: Arne Leonhardt: ‘s ist Feierabend (Bogdan) – Regie: Walter Niklaus (Hörspiel – Rundfunk der DDR)
- 1970: Günter Schiffel: Das Leben war sein Geschäft (Silverman) – Regie: Klaus Zippel (Kinderhörspiel, 2 Teile – Rundfunk der DDR)
- 1971: Dimitar Dimoff/Horst Heitzenröther: Flucht und Ankunft – Regie: Walter Niklaus (Hörspiel der Reihe Tabak, 5. Teil – Rundfunk der DDR)
- 1972: Dieter Müller: 8:00 - Ritterstraße (von Mücke) – Regie: Klaus Zippel (Kinderhörspiel – Rundfunk der DDR)